# Суґата Сансіро
«Суґа́та Сансіро́» (яп. 姿三四郎) — режисерський дебют видатного японського майстра кіно Акіри Куросави. Знятий у 1943 році. Виробництво: Японія. Випущений в прокат 25 березня 1943, фільм є екранізацією твору Цунео Томіта «Суґата Сансіро». Картина мала успіх, було продовження. Дітям рекомендується перегляд спільно з батьками. Фільм чорно-білий.

## Сюжет
Токіо, 1883 рік. Сансіро Сугата, сільський юнак приїжджає до столиці, щоб навчатися Дзюдзюцу. Майстри різних шкіл борються за місце інспектора шкіл бойових мистецтв при міській поліції. Той, хто стане інспектором, зможе просувати свою школу, забезпечивши їй офіційну підтримку. Майстер, до якого потрапив Сансіро, зі своїми учнями нападають на майстра школи дзюдо, суперника на місце інспектора. Благородство і майстерність, з яким той відбив напад, вразили юнака. Все своє життя майстер присвятив дзюдо, знайшовши в ньому не лише бойове мистецтво, але і шлях до гармонії і духовної досконалості.
Прототипом головного героя був Сайго Сіро.

## В ролях
- Дендзіро Окоті — Согоро Яно
- Сусуму Фудзіта — Сансіро Сугата
- Юкіко Тодорокі — Сайо Мураї
- Такасі Сімура — Хансуке Мураї, батько Сайо
- Рюносуке Цукігата — Генносуке Хігакі
- Кокутен Кодо — будистський монах

## Рімейки
З моменту виходу фільм був перезнятий 5 разів. Версії 1955 і 1965 років зняті за сценарієм оригінального фільму, три наступні версії більшою мірою ґрунтуються на романі Цунео Томіта, ніж на сценарії Куросави.
- Суґата Сансіро (Sugata Sanshiro), 1955 — режисер Сигео Танака
- Суґата Сансіро (Sugata Sanshiro), 1965 — режисер Сеітіро Утікава
- Суґата Сансіро (Ninkyô yawara ichidai [Відважна шляхетна ера]), 1966 — режисер Садао Накаяма
- Суґата Сансіро (Sugata Sanshiro), 1970 — режисер Куніо Ватанабе
- Суґата Сансіро (Sugata Sanshiro), 1977 — режисер Кіхаті Окамото